# پیریون
پیریون (انگلیسی: Perion) شرکت نرم‌افزار اسرائیلی است، که در سال ۱۹۹۹ تأسیس شد.